# Ludwig Hohenegger
Ludwig Hohenegger (8. června 1807 Memmingen, Bavorsko – 25. srpna 1864 Těšín) byl německý vědec v oboru geologie a manažer průmyslových podniků. Je spojen především s Rakouským Slezskem, kde vykonával také funkci ředitele Těšínské komory.

## Životopis
Ludwig Hohenegger se narodil v Memmingenu. Vystudoval gymnázium, svá univerzitní studia začal v Mnichově v oboru právo a filozofie, ale později přestoupil na studium hutnictví a hornictví v Saském Freibergu. Svou kariéru začal v Blanenských železárnách, ve kterých v letech 1829 – 1831 působil jako inženýr. Po roce 1831 se vrátil zpět do Německa, nejprve do Herfordu (1831 – 1833), později do Nachrodu (1835 – 1836). V roce 1837  se stal ředitelem železáren ve Wolfsbergu, v roce 1839 se stal ředitelem železáren Těšínské komory. V této funkci zůstal do konce svého života.
Pro železárny Těšínské komory bylo potřeba zajistit rudní základnu, proto Hohenegger zorganizoval v roce 1846 rozsáhlý geologický výzkum Moravskoslezských Karpat. Během svého působení v Těšínské komoře se mu podařilo zvýšit zisk společnosti o více než desetinásobek, v roce 1846 založil malou školu, ve které vyučoval geologii, zejména s ohledem na geologii slezských severních Karpat.
Při své působnosti v Těšínské komoře se především zasloužil o modernizaci těžby beskydských pelosideritů. Má také velkou zásluhu za realizaci Košicko-bohumínské dráhy, pro kterou zpracoval první projekty.
Ludwig Hohenegger zemřel 25. srpna 1864 v Těšíně a byl pohřben na hřbitově u kostela Svaté Trojice v Těšíně. V roce 1883 byl hřbitov u kostela Svaté Trojice zrušen a hroby přeneseny jinam. Místo Hoheneggerova hrobu je dnes neznámé.

## Vědecká činnost
V odborné činnosti se zabýval především stratigrafií beskydské křídy. V roce 1861 vytvořil geologickou mapu Moravskoslezských Beskyd („Die geognostischen Verhältnisse der Nordkarpathen in Schlesien und der angrenzenden Theilen von Mähren und Galizien“) a později vydal i mapu jižní části Haliče a okolí Krakova. Popsal také vyvřelou horninu, jež podle města Těšín nazval „Těšínit“. . Shromáždil vekou sbírku hornin, která byla po jeho smrti odkoupena Bavorským státem.
Sestavil petrografickou mapu beskydských rudních revírů o 20 listech.

## Pocty
Na území České republiky po něm byl pojmenován důl Hohenegger, dnes již neexistující důl v Karviné.
Roku 2024 byla Hoheneggerovi ve vestibulu českotěšínského nádraží odhalena pamětní deska.